# Alfa Romeo 85
L'Alfa Romeo 85 est un camion de catégorie moyenne polyvalent fabriqué par le constructeur italien Alfa Romeo V.I. à partir de 1934.

## Histoire
L'Alfa Romeo 85 était un camion de moyen tonnage et son châssis provenait de son aîné l'Alfa Romeo 80 mais, contrairement à lui, bénéficia d'une ligne très aérodynamique qui tranchait avec les lignes de cabine très carrée précédentes. Il sera fabriqué dans l'usine usine de Portello à Milan, avant son agrandissement à 521 exemplaires.
Le constructeur milanais, très peu expérimenté en matière de véhicules industriels tira enfin les leçons des échecs de ses deux précédents modèles, les Alfa 50 et 80 qui furent délaissés par la clientèle et ne furent jamais homologués par le Regio Esercito, l'armée du Roi d'Italie.
Reprenant la base du modèle 80, il conçut une nouvelle cabine très aérodynamique avec une calandre dans le plus pur style des automobiles Alfa Romeo de l'époque. Le camion sera présenté en 1934 et connaîtra un certain succès puisque 521 exemplaires seront fabriqués.
Comme tous les poids lourds immatriculés sur le territoire italien jusqu'en 1974, la conduite est obligatoirement à droite.
En 1935, une version équipée d'un gazogène fut lancée sous le nom "85G". De conception moderne et plus fonctionnelle que les gazogènes des concurrents, le camion fut élu le meilleur de sa catégorie après des compétitions qui se sont déroulées dans les villes de Rome, Bruxelles et Paris.
En 1938, le constructeur tente de relancer ce modèle avec la présentation d'une version plus puissante, nommée Alfa Romeo 110, avec le même moteur dont la puissance avait été portée à 125 Ch. Le poids total en charge du véhicule passait alors à 10 tonnes.
Cette nouvelle version, comme les versions précédentes, ne connait pas le succès espéré. Alfa Romeo comprend alors qu'il est inutile de persister avec une base allemande lourde qui n'autorise qu'une charge utile trop limitée et fait travailler ses ingénieurs pour concevoir un camion qui corresponde aux attentes des transporteurs italiens qui ont jusqu'alors plébiscité les modèles Fiat V.I. avec une cabine avancée, maniables et fiables. Ce sera le cas avec l'Alfa Romeo 350 de 1935.

## Production
La production de la gamme "85" pris fin en 1939, après la parution du décret loi qui imposa la construction d'un modèle unifié de camion dans chaque catégorie répondant au cahier des charges militaire du Regio Esercito. 
Le constructeur milanais a toutefois produit 521 exemplaires du modèle "85" dont : 21  85L, 370  85C, 33  85CG, 94  85A, 2  85AG et 1  85AM.
Légende : L = empattement long / C = empattement court / A = châssis autobus / G = gazogène / M = gaz méthane